# جاکومو گالاندا
جاکومو گالاندا (ایتالیایی: Giacomo Galanda؛ زادهٔ ۳۰ ژانویهٔ ۱۹۷۵) بازیکن بسکتبال اهل ایتالیا بود.
وی در مسابقات کشوری و بین‌المللی در مجموع برندهٔ ۱ مدال طلا، ۲ مدال نقره، ۱ مدال برنز شده‌است.